# Thomas Duncombe
Thomas Duncombe (c. 1724 – 1779), est un homme politique britannique qui siège à la Chambre des communes entre 1751 et 1779.

## Biographie

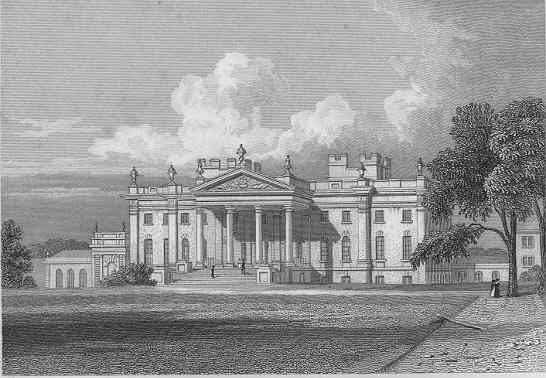
Duncombe Park, 1839

Duncombe est le fils aîné de Thomas Duncombe, de Duncombe Park, North Yorkshire, et de son épouse Marie Slingsby, fille de Sir Thomas Slingsby. Il fait ses études à Westminster School à un âge précoce, en 1732, et immatriculé à Christ Church, à Oxford, le 18 mai 1742, âgé de 17 ans. Il succède à son père à Duncombe Park en 1746.
En 1751, Duncombe est élu député pour la circonscription de Downton. En 1754, il est élu député de Morpeth. À la mort de son cousin Lord Feversham, en 1763, il hérite d'un domaine à Downton, et en 1768, est réélu au Parlement à l'unanimité. En 1774, son élection sur le siège de Downton est contesté et il est invalidé à la suite d'une pétition. Il est réélu à l'unanimité pour Downton en 1779, mais il est mort quelques semaines plus tard, le 23 novembre 1779. Il n'y a aucune trace de son activité au Parlement.

## La famille
Duncombe se marie d'abord à Lady Diana Howard, fille de Henry Howard (4e comte de Carlisle) le 9 février 1749.
Il épouse ensuite Anne Jennings, fille de Sir Philip Jennings Clerke le 24 février 1772. Il épouse en troisièmes noces Charlotte Hale, fille de William Hale, le 25 juin 1778. Sa fille Anne épouse Robert Shafto (en).
N'ayant pas de fils, ses possessions à Barford, près de Downton et Duncombe Park passent à son frère cadet Charles Slingsby Duncombe et, de là, à Charles Duncombe (1er baron Feversham).

## Sources
- Histoire du Cas d'une élection Contestée: ce Qui a Été Essayé et a Déterminé au Cours de la Première et de la Deuxième session de la Quatorzième Parlement de la Grande-Bretagne, 15 & 16 Geo. III. Sylvestre Douglas Baron Glenbervie L. Hansard, 1802 P207-239